# Aşağı Aralıq
Aşağı Aralıq è un comune dell'Azerbaigian situato nel distretto di Şərur.  